# صحيفة القدس العربي
القدس العربي هي صحيفة يومية عربية مستقلة، تصدُر في لندن منذ 1989 ويملكها مغتربون فلسطينيون. شعارها هو «يومية، سياسية، مستقلة». ويقدر توزيعها تقديرياً بين 15,000 و50,000 نسخة. تولى عبد الباري عطوان رئاسة تحريرها منذ انطلاقها لغاية استقالته في يوليو 2013، وهو صحافي فلسطيني ولد في مخيم للاجئين الفلسطينيين في قطاع غزة في 1950. وحلت محله سناء العالول، وهي صحافية فلسطينية مقيمة في لندن.
تنشر الصحيفة للعديد من الكتاب العرب. وهي تصف نفسها كصحيفة موضوعية، تغطي آخر الأخبار والأحداث. وتقول صحيفة القدس العربي إن «مراسليها وكُتابها يتحيزون لقضايا الناس وحقوق الإنسان، بما في ذلك حقوق المرأة والطفل واللاجئين. وأنها ترفض الطائفية والعنف والتمييز». وتكشف الفساد والانتهاكات والعنصرية وممارسات الأنظمة القمعية. وتدافع عن حقوق الشعب الفلسطيني وتعارض سياسات الاحتلال الإسرائيلي المفروضة. وكما يشير شعارها، تؤكد الصحيفة على هذا الامتياز من خلال التأكيد على ملكيتها المستقلة ووجهة نظرها مقارنة بالصحف اليومية العربية الأخرى.

## تاريخها
تأسست صحيفة القدس العربي في 1989 في لندن. حظيت الصحيفة باهتمام عالمي لأول مرة بعد أن سافر عطوان إلى أفغانستان في 1996 لإجراء مقابلة مع أسامة بن لادن. وكما هو الحال مع قناة الجزيرة، فإن الاتصالات مع الجماعات المسلحة مثل القاعدة أثارت باستمرار الفضول والجدل في الغرب تجاه عطوان والصحيفة، خاصة في أعقاب أحداث 11 سبتمبر مباشرة.
فقد نشرت الصحيفة فتاوى أسامة بن لادن لأول مرة في 1996. وفي الذكرى الخامسة لهجمات 11 سبتمبر، كتب عطوان: «ستُذكر أحداث 11 سبتمبر على أنها نهاية الإمبراطورية الأمريكية. وذلك لأن كل الإمبراطوريات تنهار عندما تتبع غطرسة القوة». ومع ذلك أدان عطوان صراحة الهجمات الإرهابية على المدنيين الغربيين الأبرياء، كما جاء في أحد كتابيه «التاريخ السري لتنظيم القاعدة»: «أنا لا أؤيد أو ادعم بأي شكل من الأشكال أجندة تنظيم القاعدة» و«أنا أدين بشدة الهجمات على المواطنين الأبرياء في الغرب».
ترك عطوان الصحيفة فجأةً كمدير ورئيس تحرير لها في 10 يوليو 2013 وأصبحت سناء العالول رئيسة التحرير. ولا يُعرف السبب الدقيق لرحيل عطوان المفاجئ علانيةً، لكنه قال: «كانت لدينا مشاكل مالية مستمرة ولا تنتهي أبدًا، وكان حلها، في نهاية المطاف، يتطلب تنازلات سياسية لم أتمكن من القيام بها. إن التضحية بالنزاهة المهنية، الخط التحريري المستقل والمساحة التي سمحنا بها للتعليق الحر كانت خطوطاً حمراء لم أستطع تجاوزها».

## تنظيمها
تعود ملكية هذه الصحيفة ونشرها باللغة العربية إلى مؤسسة القدس العربي للنشر والإعلان. وكان المحرر الوحيد المدرج في الترويسة هو رئيس التحرير عبد الباري عطوان. تُطبع الصحيفة في لندن ومدينتي نيويورك وفرانكفورت، ثم توزع في أوروبا والشرق الأوسط وشمال إفريقيا وأمريكا الشمالية. كما تمتلك الصحيفة مكاتب لها في القاهرة والرباط وعمان، بالإضافة إلى لندن.

## محتواها
يبلغ حجم الصحيفة 20 صفحة. خُصص النصف الأول أو نحو ذلك من الصحيفة للأخبار السياسية من جميع أنحاء العالم، مع التركيز على ما تسميه بالشؤون العربية. تحتوي الصحيفة أيضاً على أقسام مخصصة للأخبار الثقافية وغيرها من المواد المتنوعة، بالإضافة إلى أقسام الأعمال (صفحتين) والأقسام الرياضية (صفحة واحدة). خصصت الورقة ثلاث صفحات لكتابة الافتتاحية، مقسمة إلى ما تسميه: «منبر القدس» (منتدى لتقديم القراء)، و«مدارات» و«رأي». وتخصص الصحيفة مساحة أكبر للرأي ومساحة أقل لأخبار الأعمال والرياضة، مقارنة بمنافسيها مثل الحياة أو الشرق الأوسط. بالإضافة إلى ذلك، كتب عبد الباري عطوان عمود رأي شهير، ظهر بوضوح على الصفحة الأولى لغاية استقالته في 10 يوليو 2013.

## توزيعها
تعتمد بيانات التوزيع لوسائل الإعلام العربية على تقديرات تختلف كثيراً بالنسبة لصحيفة القدس العربي. وقدر الدبلوماسي الأمريكي السابق والإعلامي ويليام روغ توزيع الجريدة بحوالي 15,000 نسخة في 2004 وهو ما ذكرته أيضاً نشرة الإصلاح العربي. تشير التقديرات الأحدث إلى أعداد تداول أعلى بكثير تبلغ حوالي 50,000. وعلى سبيل المقارنة، تقدر الصحف العربية المنافسة التي تتخذ من لندن مقراً لها، مثل الحياة والشرق الأوسط، عامةً في حدود 200,000 إلى 300,000.

## سمعتها
وصف مارك لينش من مجلة فورين بوليسي صحيفة القدس العربي بأنها «معسكر الرفض الأكثر شعبوية بين الصحف العربية الكبرى». وغالباً ما تُقرن بصحيفة الشرق الأوسط لتمثيل طرفي النقيض للصحافة العربية القومية.